# Öppna din dörr för Jesus
Öppna din dörr för Jesus är en psalm med text skriven 1975 av Bo Setterlind och musik skriven 1975 av Göte Strandsjö.

## Publicerad i
- Segertoner 1988 som nr 509 under rubriken "Att leva av tro - Kallelse - inbjudan".[1]